# Desmet Studio's Amsterdam

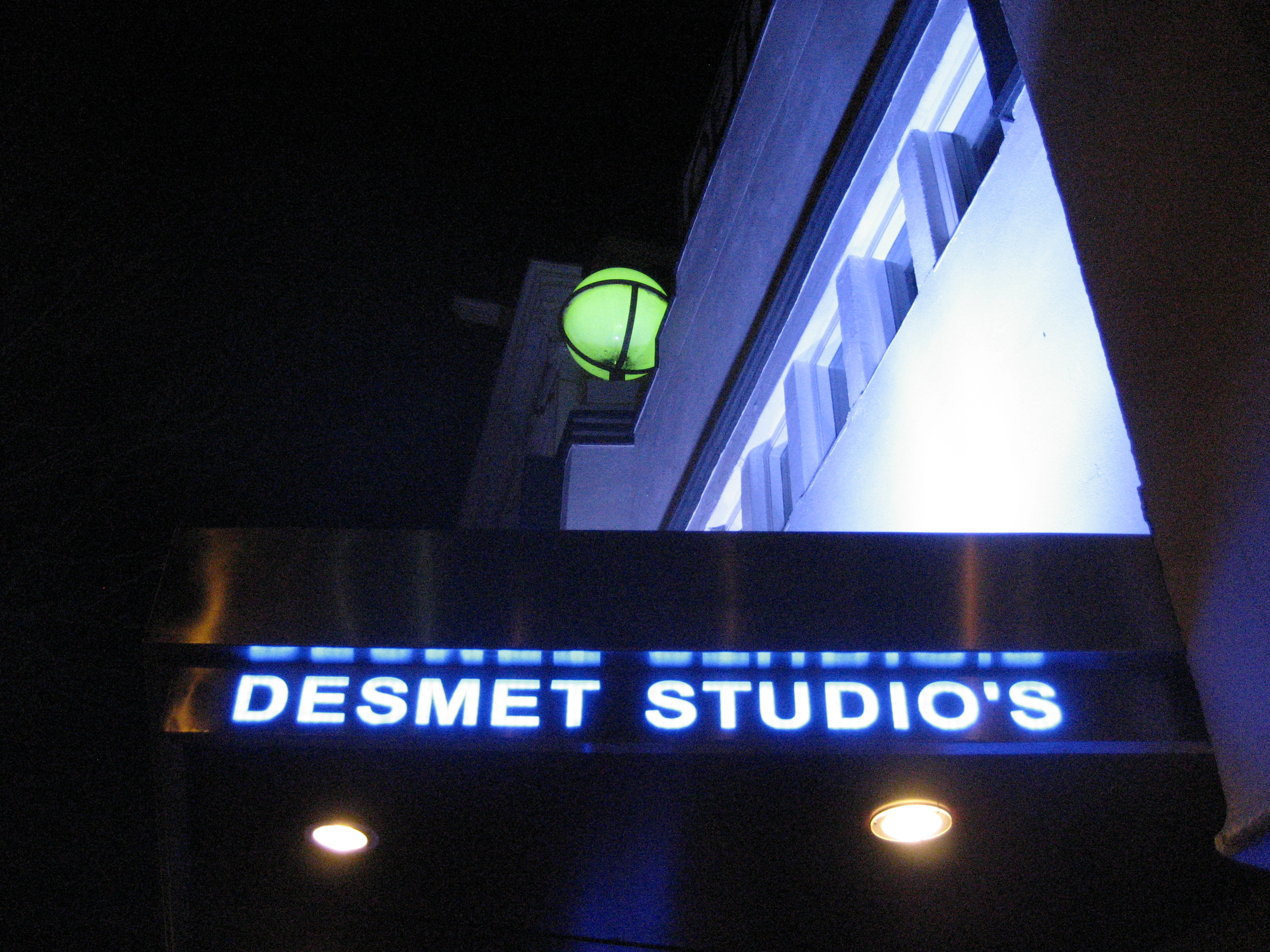
Desmet Studio's

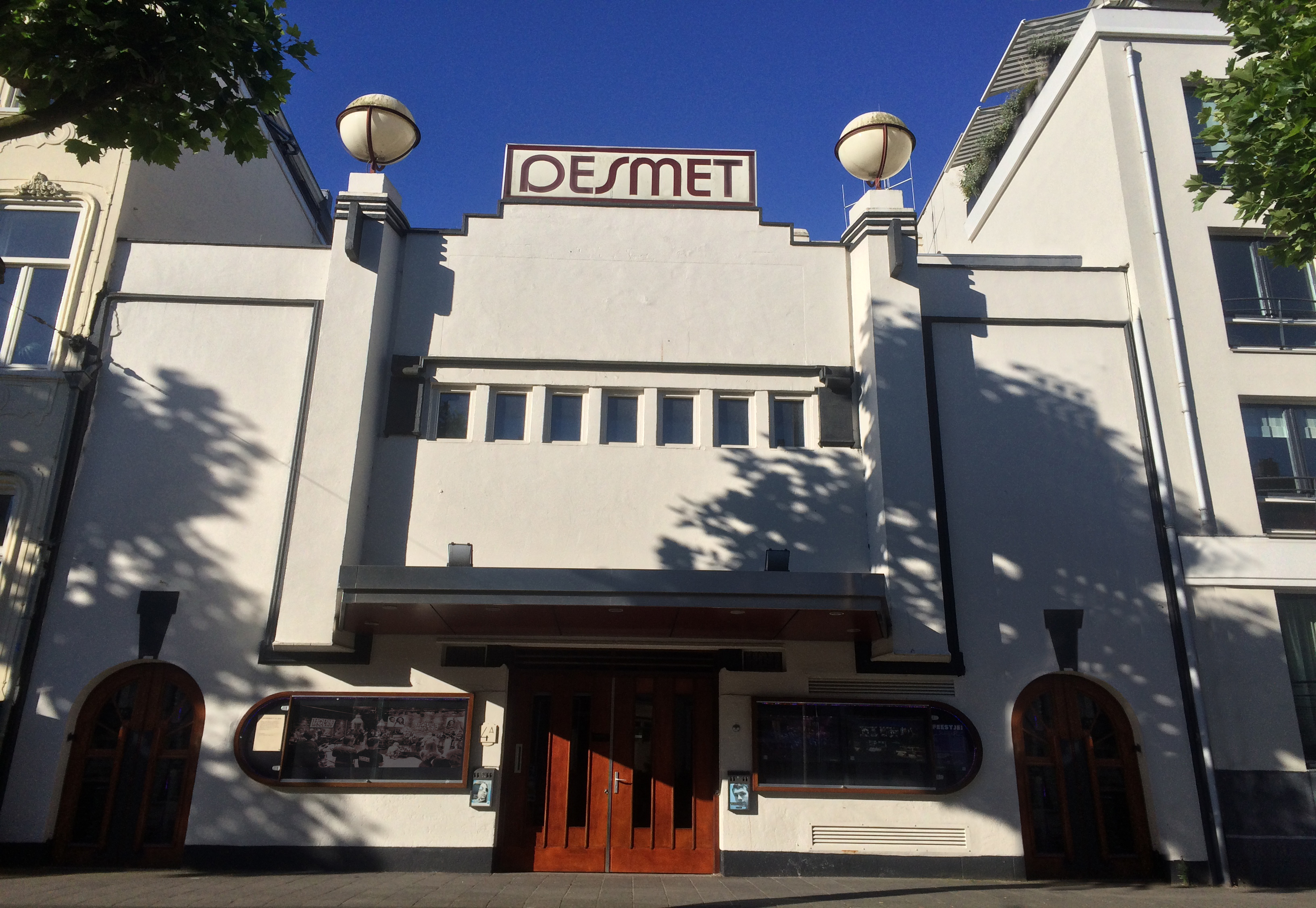
Desmet Studio's

Desmet Studio's Amsterdam is een studiocomplex aan de Plantage Middenlaan 4a in Amsterdam. Het is gehuisvest in de voormalige bioscoop Theater Desmet, nabij Artis.
Desmet heeft vier televisiestudio's, twee geluidsstudio's en een eigen studiocafé. Er worden dagelijks meerdere radio- en tv-uitzendingen opgenomen of rechtstreeks uitgezonden.

## Programma's
In Desmet Studio's werden of worden de volgende televisieprogramma's opgenomen:
- Temptation Talk (Tempation Island RTL 5)
- Eilandpraat (Expeditie Robinson RTL 4)

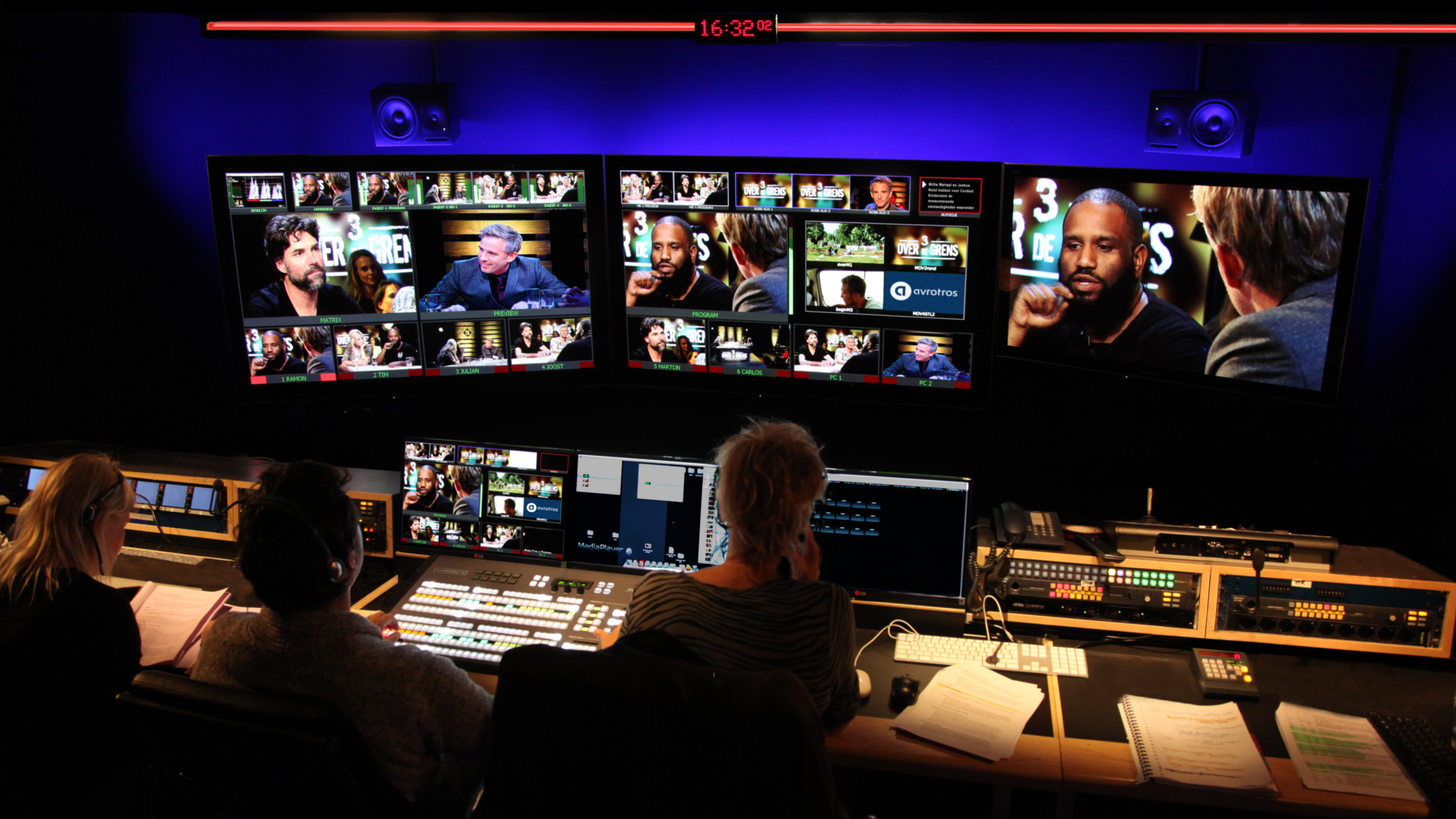
Desmet Studio's tv-regie

- Finale van Expeditie Robinson
- FIRST (Ziggo)
- Bureau Sport (BNNVARA)
- Veda Beslist (BNNVARA)
- House Rules (SBS)
- TopPop (AVROTROS)
- Ruben en de Idioten (AVROTROS)
- Nationale Zwelgavond (VPRO)
- Hoe doen ze het (NTR Zapp)
- Media Inside (BNNVARA)

## Geschiedenis
- Zomertheater Frascati/Prot (1879-1912)
- Schouwburg Frascati (1912-1927)
- Rika Hopper Theater (1927-1938)
- Beatrix Theater (1939-1941)
- Theater van de Lach (1941-1942)
- Hortus Theater (1944-1946)
- Bioscoop Desmet/Cine D. (1946-1997)
- Desmet Studio's Amsterdam BV (2000-heden)

### Prot
In 1879 opende Gustave Prot zijn eigen theater in de Plantage. Hij was op jonge leeftijd met de Franse opera naar Amsterdam gekomen en trad sinds 1874 met een eigen gezelschap op in Frascati in de Nes. Het theater in de Plantage noemde hij ook Frascati. In de volksmond werd het echter Prot genoemd, naar de eigenaar. De kleine schouwburg met zijn zaalplaatsen en zijn ene galerij was bijna elke avond uitverkocht. Elke première was een belevenis voor het publiek dat voor zijn gulden genoot van zang en spel van de artiesten, maar ook vooral van de mooie decors, die de heer Prot geholpen door zijn zoon voor elke eerste voorstelling schilderde.
Toen in 1891 de Artis Schouwburg werd opgericht, leek het even of het met Prot was gedaan. De schouwburg moest sluiten, maar niet voor lang. Toen in 1895 de Artis Schouwburg failliet ging, brak er opnieuw een gouden tijd aan. Prot werd verbouwd en vergroot.
Tot 1912 bleef de zoon van Gustave Prot in de directie, daarna bood hij het theater te koop aan omdat hij zelf rustig wilde gaan leven. De vroegere bureaulist van het Grand Simons werd voor ƒ 118.000,- eigenaar. Op 1 september was er een feestelijke heropening met Het Cafétje van Tristan Bernhard.
Bij het uitbreken van de Eerste Wereldoorlog liep het bezoek schrikbarend terug, ondanks het succes van de toen lopende revue Mobilisatie, waarin de geliefde Amsterdamse komiek Kelly schitterde, maar toen deze ziek werd en overleed, was het snel gedaan met de schouwburg van Prot. Er traden nog wel kleine gezelschapjes op, maar het theater raakte in verval en kwam al spoedig leeg te staan.

### Rika Hopper Theater
In 1926 werd het theater aangekocht door Jacques van Hoven. Hij was in 1926 getrouwd met de bekende actrice Rika Hopper en zo werd het theater naar haar genoemd. Het sterk verouderde gebouw werd onder leiding van architect Jan Frederik Staal ingrijpend verbouwd en in september 1930 geopend, comfortabel en naar de eisen van die tijd. Voor hardhorenden was een speciale installatie aangebracht, zodat ook het gesproken woord duidelijk hoorbaar was – in die tijd iets heel bijzonders. Men hoefde ook niet meer op houten banken te zitten maar mocht plaatsnemen op moderne vieux-roze stoelen. 
een stuk over Hamlet in de regie van Peter Scharoff opende het theater. Jaren van succes volgden en menig binnen- en buitenlands gezelschap vierde er succes.

### Beatrixtheater
In 1938 werd de eigenaar van het Rika Hopper Theater, Jacques van Hoven, failliet verklaard. Dhr. Sellmeijer zette het beleid voort onder een nieuwe naam. In het geboortejaar van Beatrix, 1938, werd de naam Rika Hopper Theater veranderd in Beatrixtheater. Vanaf september 1941 mochten alleen Joden het theater bezoeken en werd het theater, van de niet-Joodse directeur Sellmeijer, het "Theater van de Lach" genoemd. In het voorjaar van 1942 werd het gesloten.

### Hortustheater
Van 1944 tot 1946 beleefde het theater nog een kortstondige bloeiperiode als het Hortustheater.

### Desmet
In 1946 werd onder de naam Desmet het pand opnieuw geopend als bioscoop, aangekocht door Theo Desmet en vernoemd naar zijn oom filmdistributeur en -pionier Jean Desmet (1875-1956). Tot 1997 was bioscoop Desmet/Cine D. een van de populairste arthouse/off-circuitcinema's van Amsterdam.

### Desmet Studio's
Na een grondige verbouwing opende in 2001 Desmet Studio's zijn deuren en tot op heden vinden er radio- en televisieopnames en live-uitzendingen plaats. Naast de broadcastfaciliteiten is Desmet Studio's ook in gebruik als locatie voor de meest uiteenlopende evenementen: feesten en borrels, concerten, trainingen, bruiloften, seminars, bijeenkomsten, cd-, boek- en productpresentaties etc.

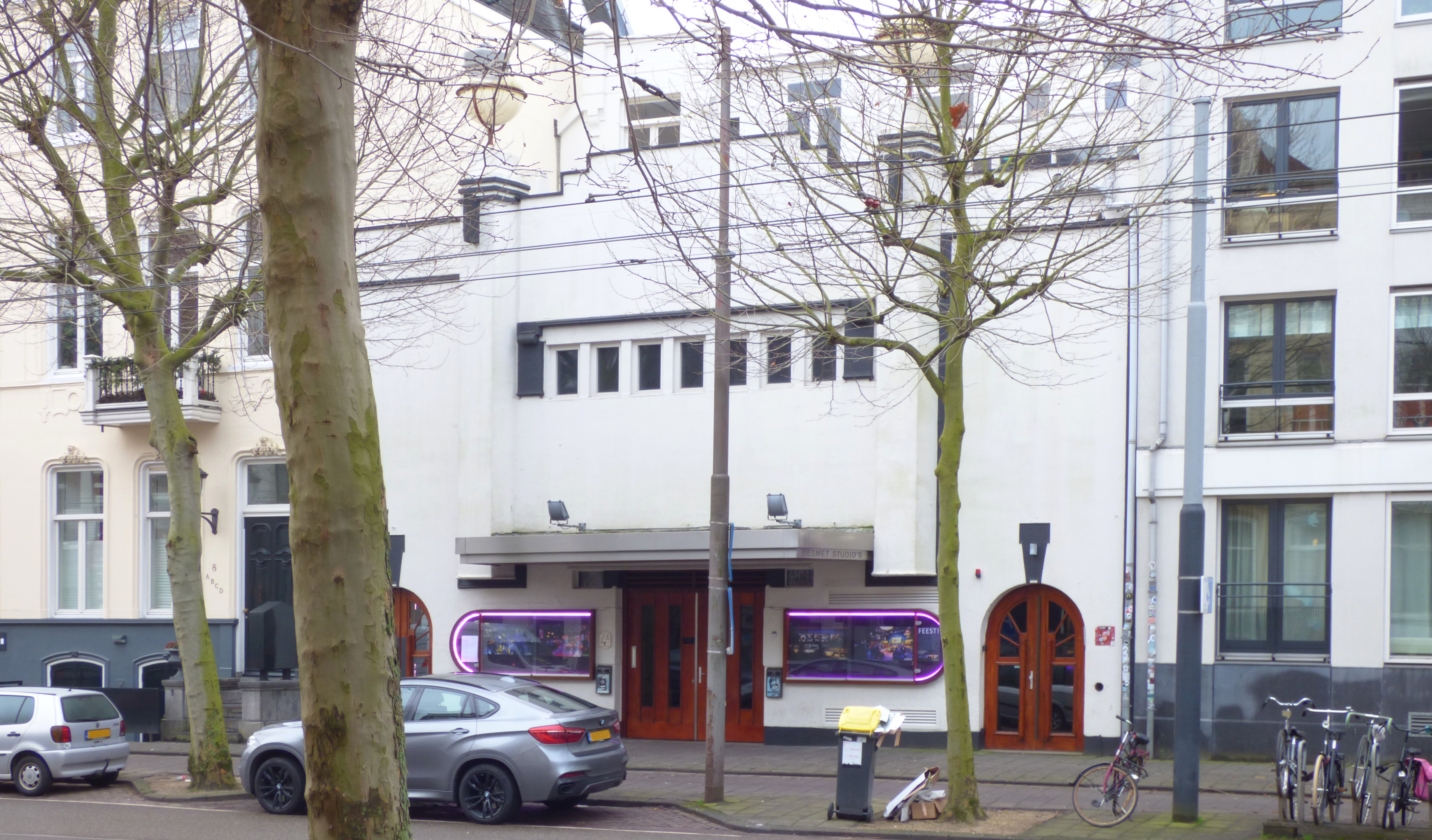
Desmet Studio's